# Джеки Куган
Джон Лесли (Джеки) Куган (на английски: John Leslie (Jackie) Coogan) е американски актьор, започнал кариерата си като дете-актьор в неми филми. Снима се е в 137 филма, но най-популярната му роля е във филма „Хлапето“ от 1921 г., в която играе заедно с Чарли Чаплин.
Известен е със съдебния процес, който води срещу майка си и втория си баща, след като те пропиляват хонорара от участието му във филма „Хлапето“ (около четири милиона долара). Вследствие на процеса в щата Калифорния е приет Калифорнийския закон за децата-актьори (California Child Actor's Bill), известен и като „Законът на Куган“ (the Coogan Bill или the Coogan Act). Законът изисква 15% от заплащането на детето да бъде доверявано на тръст и определя норми за неща като обучение, работно време и почивка.
Между 1964 и 1966 г. Куган играе Чичо Фестър в телевизионния сериал „Семейство Адамс“.